# 名誉党首
名誉党首(めいよとうしゅ)とは、政党など党と称する組織における栄誉職・称号のひとつ。主に党首経験者などに贈呈される。関連する職名として名誉副党首がある（本項で解説）。

## 名誉党首
ドイツでは、1990年2月24日に東ドイツのライプツィヒで開催された東独社民党大会で、西ドイツのヴィリー・ブラント元首相を名誉党首に選出している。また、日本では社会民主党が同党党首として三権の長を務めた元内閣総理大臣　村山富市、元衆議院議長 土井たか子に対して贈呈した例がある。類似の例としては、日本共産党が委員長・議長や党幹部経験者の野坂参三や宮本顕治らを「名誉議長」としていたことがある。なお共産党では、議長そのものが、長期間委員長を務めた人物が委員長を退任した後につくポストである。

## 名誉副党首
アルゼンチンでは、ペロン党が幹部の役職として党首以下第一～第四副党首ほか名誉党首の役職を定めている。

### 報道資料
- 『読売新聞』1990年2月25日東京朝刊
- 『読売新聞』2006年2月11日東京朝刊
- 『読売新聞』2007年7月19日東京朝刊
- 『読売新聞』2009年4月14日東京朝刊

### インターネット資料
- 外務省在アルゼンチン大使館ウェブサイト「2014年5月アルゼンチンの政治情勢（内政・外交）」(2014年6月作成)